# Ardisia pubicalyx
Ardisia pubicalyx är en viveväxtart som beskrevs av Friedrich Anton Wilhelm Miquel. Ardisia pubicalyx ingår i släktet Ardisia och familjen viveväxter. Utöver nominatformen finns också underarten A. p. collinsiae.